# جوشاتوي عليا
جوشاتوي عليا هي قرية في مقاطعة شاهين دج، إيران. يقدر عدد سكانها بـ 230 نسمة بحسب إحصاء 2016.